# Bad Boy Records
Bad Boy Entertainment er et amerikansk pladeselskab grundlagt af Sean «P. Diddy» Combs i 1993.

## Artister

### Bad Boy Entertainment
- Diddy
- Aasim
- B5
- Babs
- Black Rob
- Cassie
- Cheri Dennis
- Thelma Guyton
- Shannon Jones
- Jordan McCoy
- Ness
- The Notorious B.I.G.
- Mario Winans
- Christian Daniel
- G-Dep
- Mark Curry

### Bad Boy South
- Eightball & MJG
- Big Gee
- Boyz N Da Hood
- Yung Joc

## Tidigare artister
- 112
- Dream
- Faith Evans
- Foxy Brown
- Jadakiss
- The L.O.X
- Loon
- Craig Mack
- Tammy Ruggeri
- Sheek Louch
- Shyne
- Sammy "I'm So Hood" Smith
- Styles P
- Carl Thomas
- Total
- Mase
- New Edition